# Mil·lenni (pel·lícula)
Mil·lenni (títol original: Millennium) és una pel·lícula de ciència-ficció de 1989 dirigida per Michael Anderson i protagonitzada per Kris Kristofferson, Cheryl Ladd i Robert Joy. Està doblada al català.
La pel·lícula segueix un investigador d'un accident aeri que descobreix detalls curiosament estranys mentre investiga un accident recent. Una dona és enviada a la seva època des del futur per intentar descarrilar la seva investigació abans que descobreixi el seu secret.
Mil·lenni està basat en el relat de 1977 "Air Raid" de John Varley. Varley va començar a treballar en un guió el 1979 i va publicar la història ampliada en forma de llibre el 1983 com a Millennium .

## Argument
El 1989, mentre s'aproximava a l'aterratge, un avió comercial està a punt de ser colpejat per un altre avió des de dalt. El pilot lluita per controlar l'avió mentre l'enginyer de vol revisa la cabina de passatgers. Torna a la cabina cridant que tothom està mort i els cadàvers estan cremats.
L'investigador de la Junta Nacional de Seguretat en el Transport Bill Smith investiga l'accident. Ell i el seu equip estan confosos per les paraules de l'enginyer de vol a la gravadora de veu de la cabina, ja que no hi ha proves d'un incendi abans de l'accident. Mentrestant, el físic teòric Dr. Arnold Mayer també té curiositat per l'accident, que voreja la ciència-ficció. En una conferència, parla de la possibilitat de visites de viatgers en el temps.

## Repartiment
- Kris Kristofferson com Bill Smith
  - Jamie Shannon com jove Bill Smith
- Cheryl Ladd com Louise Baltimore
- Daniel J. Travanti com Dr. Arnold Mayer
- Robert Joy com Sherman el Robot
- Lloyd Bochner com Walters
- Brent Carver com Coventry
- David McIlwraith com Tom Stanley
- Maury Chaykin com Roger Keane
- Al Waxman com Dr. Brindle
- Lawrence Dane com capità Vern Rockwell
- Thomas Hauff com primer oficial Ron Kennedy

## Producció
Mil·lenni va trigar una dècada a arribar a la pantalla. Un director adscrit inicialment va ser el dissenyador d'efectes visuals Douglas Trumbull. Paul Newman i Jane Fonda van ser proposats per interpretar els protagonistes. La MGM es va adjuntar per fer la pel·lícula; també tenien Projecte Brainstorm de Trumbull en producció en aquell moment. La mort de la protagonista de Projecte Brainstorm, Natalie Wood, va fer que la MGM estirés breument el contracte i, per tant, va aturar la producció de Mil·lenni a causa de la participació de Trumbull. El paper de director va passar després a Richard Rush, Alvin Rakoff i Phillip Borsos, abans que Michael Anderson, més conegut per l'oscaritzada La volta al món en vuitanta dies de 1956, intervingués.
El dissenyador de producció de Mil·lenni, Gene Rudolf, va haver de produir un escenari futur que implicava putrefacció i atròfia. El set més gran va ser el centre de viatges en el temps per a l'operació de Louise Baltimore. Rudolf va crear passarel·les rovellades que travessaven un gran espai obert. Els edificis es van enfonsar i van deixar al descobert les seves infraestructures. Les parets estaven pintades de color verd apagat, negre i coure. Rudolf volia que el futur semblés brut, malalt i enverinat. Diverses escenes estan ambientades a la volta per als membres decrèpits del consell que supervisen l'operació de viatge en el temps. Rudolf va dissenyar la seva cambra com un semicercle de set cilindres transparents i verticals, cadascun servint com a dispositiu de suport vital. Quatre dels cilindres contenien actors. Els altres estaven plens d'accessoris d'òrgans corporals i equips mèdics que servien com a últimes restes encara vives d'aquests membres.
Per crear els efectes de viatge en el temps de la pròpia Porta, el director de fotografia René Ohashi va produir les llums brillants fantasmals fent girar rodes metàl·liques cobertes de Mylar. Com que els avions reals no es van poder enviar a través del conjunt, es van utilitzar models en miniatura i una maqueta a mida completa de la secció de la cua d'un Boeing 707. S'utilitzaven efectes òptics per fer que els avions semblin com si estiguessin entrant al plató.
La penúltima escena va tenir lloc en una casa americana contemporània. El conjunt de Rudolf estava dominat per grans finestrals horitzontals. La sala estava plena de rellotges, rellotges de sorra i equips de navegació, en línia amb la fascinació del doctor Mayer pel viatge en el temps.
Les escenes rodades als edificis de la terminal de l'aeroport es van rodar en realitat a l'aeroport internacional Lester B. Pearson de Toronto, a les antigues terminals 1 i 2. Per a la fotografia a l'aire lliure on Louise Baltimore roba el cotxe, el trànsit de dos sentits es va executar davant del nivell d'arribades de la Terminal 2, on normalment és una carretera de sentit únic.

## Finals alternatius
L'estrena original estatunidenca de la pel·lícula i en VHS presenta un primer pla de Sherman mentre la porta explota, seguida d'una fotografia del sol sortint sobre els núvols.
L'estrena internacional presenta una imatge molt més àmplia de l'explosió de la porta, seguida d'un efecte de portal temporal/forat de cuc. Aleshores, l'escena es dissol en una fotografia submarina dels dos personatges principals nedant des de dalt, seguida d'una visió dels personatges en una abraçada, a l'Eden.
El llançament del DVD estatunidenc de 1999 conté la versió internacional del final. La versió més senzilla també es pot trobar al DVD com a característica addicional a l'última pàgina de les Notes de producció; la versió de la pel·lícula disponible a Netflix també utilitza el final estatunidenc.